# باشگاه فوتبال بنگال شرقی
باشگاه فوتبال بنگال شرقی (به هندی: ইস্ট বেঙ্গল ফুটবল ক্লাব) یک باشگاه حرفه‌ای در شهر کلکته، کشور هندوستان در بالاترین سطح از مسابقات هند فعالیت می‌کند.

## ورزشگاه‌ها
ورزشگاه‌هایی که مسابقات بنگال شرقی در آنجا برگزار می‌گردد.
- ورزشگاه سالت لیک

مسابقات آی لیگ و ای‌اف‌سی کاپ در این ورزشگاه برگزار می‌شود.
- زمین بنگال شرقی
- ورزشگاه براست

## افتخارات
باشگاه تا کنون موفق به کسب ۱۳۶ جام شده است که شامل هر دو جام ملی و بین‌المللی می باشد. تعدادی از آنها به شرح زیر است.

### بین‌المللی
- جام آسه‌آن LG

قهرمانی (۱): ۲۰۰۳
- لیگ قهرمانان آسیا

مرحله گروهی (۱): ۱۹۸۵
دوره ۱ (۱): ۱۹۹۸/۹۹
- ای‌اف‌سی کاپ

نیمه نهایی (۱): ۲۰۱۳
یک چهارم نهایی (۱): ۲۰۰۴
مرحله گروهی (۵): ۲۰۰۸, ۲۰۱۰, ۲۰۱۱, ۲۰۱۲, ۲۰۱۵
- جام شیخ کمال

نایب قهرمان (۱): ۲۰۱۵

### ملی
- لیگ ملی فوتبال هند (تغییر نام به آی لیگ در ۲۰۰۷)

قهرمانی (۳): ۲۰۰۰/۰۱، ۲۰۰۲/۰۳، ۲۰۰۳/۰۴،
- جام فدراسیون

قهرمانی (۸): ۱۹۷۸، ۱۹۸۰، ۱۹۸۵، ۱۹۹۶، ۲۰۰۷، ۲۰۰۹، ۲۰۱۰، ۲۰۱۲